# Otto Dix
Otto Dix (teljes neve: Wilhelm Heinrich Otto Dix) (Gera, 1891. december 2. – Singen, Baden-Württemberg, 1969. július 25.) 20. századi német festőművész.

## Élete
Apja Franz Dix szobrász volt, anyja Lousie Dix varrónő. Három testvérével egyszerű, de nem szegény körülmények között nőtt fel. Mind apja, mind bátyja lelkes szociáldemokraták voltak. 1906-ig szülővarosában járt elemi iskolába. Annak elvégzése után a közeli Gerában lett Carl Senff mellett dekorációfestő-szaktanuló.
1910 szeptembertől 1914. augusztusig Drezdába járt a szász Nagyhercegi Iparművészeti Iskolába. Tanárai itt Max Rade, Richard Mebert, Johannes Türk, Paul Numann és Richard Guhr voltak.
1912/13-ban tanulmányúton járt Csehországban, ill. Ausztriában és Olaszországban. 1912 és 1914 között több olyan kiállítást látogatott meg, amelyek döntő hatással voltak művészi fejlődésére, hatott rá Vincent van Gogh és a futurizmus, lelkesedett Friedrich Nietzsche filozófiájáért, a festménygaléria régi mestereivel veszekedett.
1914-19 között  a német hadsereg katonája volt, nehéz gépfegyverre képezték ki. 1915-ben önkéntesnek jelentkezett a frontra. 1918 decemberig szolgált  Somme-ban, Nord-Pas-de-Calais-ban és Flandriában, valamint 1917-ben a keleti fronton. Dix egyike azon kevés német művésznek, akik majdnem megszakítás nélkül részt vettek az első világháborúban.